# Heinz-Karl Kummer
Heinz-Karl Kummer (* 13. März 1920 in Bernsdorf (Oberlausitz); † 2. März 1987 in Lauchhammer) war ein deutscher Künstler. Er war in der DDR als freischaffender Maler und Grafiker vor allem in Lauchhammer tätig. In der Öffentlichkeit sind besonders seine Mosaiken an Plattenbauten, unter anderem in Hoyerswerda und Elsterwerda und einer Schule in Ortrand bekannt.

## Leben
Kummer kam aus einer Bergarbeiterfamilie. Er absolvierte eine Lehre als Dekorationsmaler. 1938 wurde er an der Malerschule in Buxtehude bei Hamburg aufgenommen. 1939 wurde er zunächst zum Arbeitsdienst und kurz darauf zum Kriegsdienst in der Wehrmacht einberufen. Im Zweiten Weltkrieg kam er im Krieg gegen die Sowjetunion zum Einsatz. Dabei wurde er verwundet und geriet in Kriegsgefangenschaft. Von 1949 bis 1951 war er Schüler bei Walter Prescher van Ed in Dresden. Von 1951 bis 1953 studierte er an der Kunsthochschule Berlin-Weißensee bei Arno Mohr, Theo Balden und Bert Heller, in dessen Berliner Künstlerkollektiv Kummer 1953 Mitglied wurde. Ab 1952 war Kummer Mitglied des Verbandes Bildender Künstler der DDR. Dieses Bekenntnis zu den Entwicklungen seiner Zeit findet in seinen Werken Niederschlag. Ab 1954 arbeitete er freischaffend als Maler und Grafiker in Lauchhammer. Studienreisen führten ihn nach Bulgarien, Polen, in die CSSR und nach Georgien.
Kummer war ab 1956 mit Irene Schmalfuß verheiratet.
2010 wurde von der Fraktion PDS/PUR-Lauchhammer beantragt, Kummer die Ehrenbürgerschaft der Stadt zu verleihen. Es gibt aber Vorwürfe, Kummer wäre ein „systemtreuer DDR-Künstler“ gewesen. Formal scheitert die Ehrenbürgerschaft an der Satzung der Stadt Lauchhammer, die es nach der letzten Änderung nicht vorsieht, die Ehrenbürgerwürde posthum zu verleihen.

## Schaffen

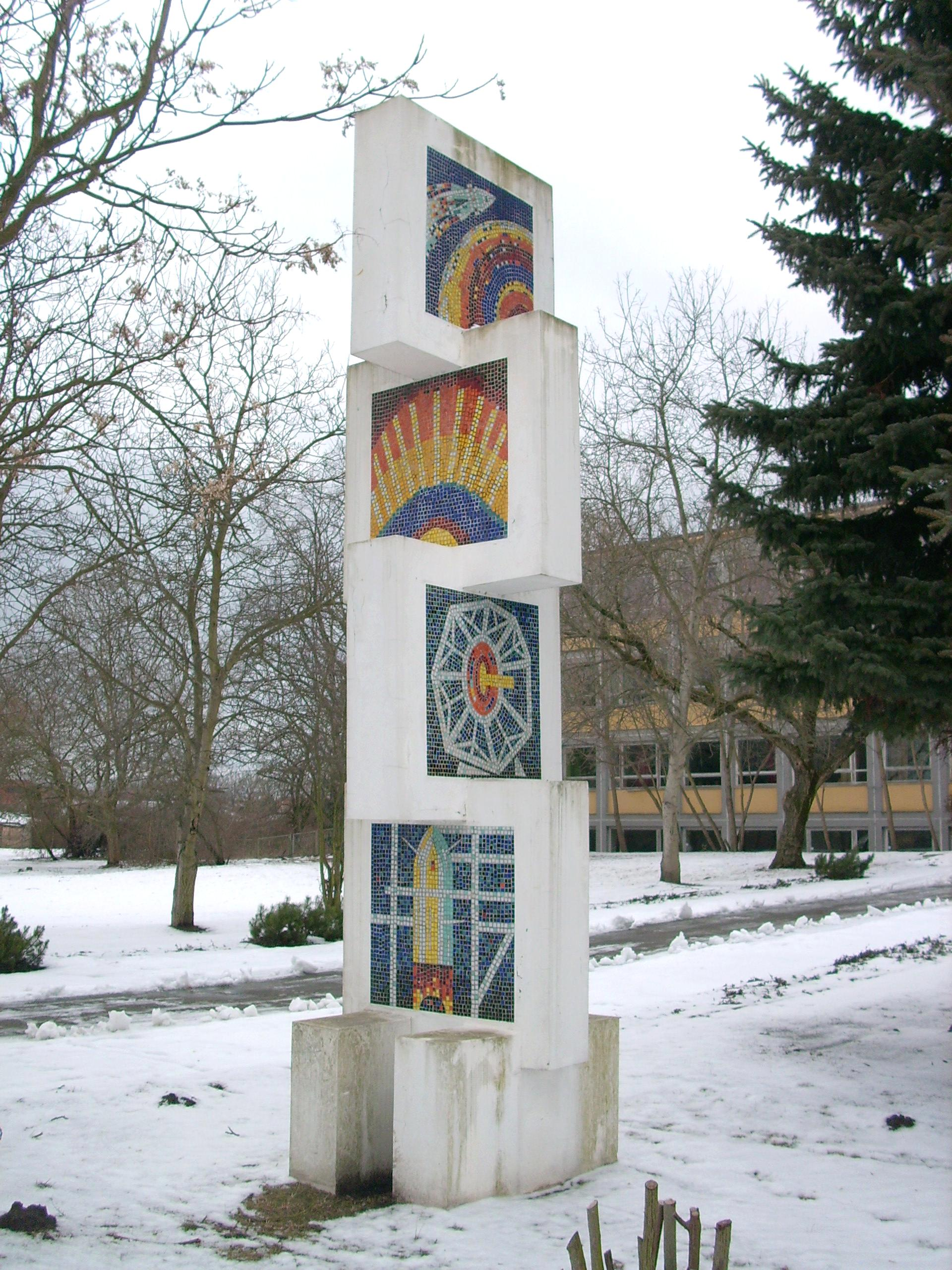
Von Kummer gestaltete Säule „Kosmos“ in der Kolpingstraße in Hoyerswerda

Die frühen Werke Kummers, Holzschnitte, Ölgemälde und Aquarelle, sind von seinen Erlebnissen der Kriegs- und Nachkriegszeit geprägt. In den 1950er Jahren entstanden vor allem Porträts und Bilder der Industrielandschaft, insbesondere der Tagebaulandschaft um Lauchhammer. Kummer schuf viele seiner Werke, oft Aquarelle und Gouachearbeiten, auch außerhalb des Ateliers an den Orten, an denen er sich gerade befand und die er damit festhielt, so in der freien Natur oder im Bergbau vor Ort.
Kummer war Mitglied der Künstlerischen Produktionsgenossenschaft Neue Form (KPG) in Seidewinkel, die Auftragsarbeiten insbesondere für den öffentlichen Raum und für repräsentative Objekte machte. Als Auftragsarbeiten für die Bauwirtschaft schuf er insbesondere Wandbilder und Mosaiken. Durch den Abriss vieler Plattenbauten in ostdeutschen Städten war und ist ein Teil dieser Werke entweder vernichtet oder von der Zerstörung bedroht. Kummer war auch sonst ein technisch vielseitiger Maler, der in den unterschiedlichsten Techniken arbeitete. Neben Zeichnungen schuf er Gouachen und Pastelle, arbeitete mit Keramik, und fertigte Intarsienarbeiten an, kreierte Plakate und betätigte sich neben seiner künstlerischen Arbeit auch als Restaurator für Museen im In- und Ausland.
Seine letzte Arbeit war ein Mosaik Vier Jahreszeiten für die Förderschule Elsterwerda, das seine Ehefrau und Freunde fertiggestellt haben.
Bilder Kummers aus dem vormaligen Besitz von Betrieben und -Institutionen der DDR befinden sich im Kunstarchiv Beeskow.

## Ehrungen
- 1983: Vaterländischer Verdienstorden in Bronze
- 1986: Kurt-Barthel-Medaille

## Werke (Auswahl)
- Solidarität (Öl auf Holz, 100 × 230 cm; Kunstarchiv Beeskow)
- Bandwärterin vom RS 1000 (Öl auf Hartfaser, 130 × 96 cm, 1960 Kunstarchiv Beeskow)[4]
- Lausitzer Landschaft (Öl, 50 × 70 cm, 1970)[5]
- Tagebau (Öl auf Hartfaser, 40 × 49 cm, 1976; Kunstarchiv Beeskow)
- Alpenveilchen (Öl auf Hartfaser, 38 × 55 cm, 1981; Kunstarchiv Beeskow)
- Gärtnerin aus Georgien (Öl auf Hartfaser, 180 × 110 cm, 1981; Kunstarchiv Beeskow)

## Ausstellungen (unvollständig)

### Ausstellungsbeteiligungen
- 1969, 1974, 1979 und 1984: Cottbus, Bezirkskunstausstellungen
- 1971: Berlin, Altes Museum („Das Antlitz der Arbeiterklasse in der bildenden Kunst der DDR“)
- 1982: Cottbus, Kunstsammlung Cottbus („Aspekte Cottbuser Kunst“)
- 1986: Cottbus, Staatliche Kunstsammlungen („Bekenntnis und Tat“)

### Postume Ausstellungen
- 2000: Senftenberg, Schmuck und Galerie Senftenberg
- 2008/2009: Beeskow, Burg Beeskow („Büchsenwurst und roher Fisch. Stillleben aus dem Kunstarchiv Beeskow“)